# 예금계약
예금계약은 예금자가 금융기관에 대하여 금전의 보관을 위탁하여 금융기관이 예입금의 소유권을 취득하고 예금자에게 이와 같은 금액을 반환할 것을 약정하는 계약을 말한다.

## 판례

### 예금계약의 성립
- 예금계약은 예금자가 예금의 의사를 표시하면서 금융기관에 돈을 제공하고 금융기관이 그 의사에 따라 그 돈을 받아 확인을 하면 그로써 성립하며 금융기관의 직원이 그 받은 돈을 금융기관에 실제로 입금하였는지 여부는 예금계약의 성립에는 아무런 영향을 미치지 아니한다.[1]

- 은행이 특정금원을 수취인의 예금계좌를 지정계좌로 하여 입금하도록 위임받은 경우, 이로 인한 법률관계는 입금의뢰인과 은행 사이의 위임관계이고 수취인은 그 직접 당사자가 아니라 다만 수취 은행에 대한 예금자로서의 지위를 갖는데 불과하다. 따라서 수취은행이 수취인의 그 예금계좌에 그 금원을 입금시키는 절차없이 바로 수취인에게 그 금원을 지급할 의무를 부담하지 않는다. 그 입금 전까지는 그 금원에 대한 수취인의 예금채권이 성립한다고 할 수 없어 그 수취인의 예금계좌에 입금하지 않아도 그것이 곧바로 위 가압류를 침해하는 불법행위가 아니다.[2]

- 채무초과 상태에 빠진 채무자나 제3자가 그 가압류 사실을 알고서 가압류의 대상이 된 장래의 예금채권의 예금계좌로 입금될 금원을 그 예금계좌에 입금하지 아니하고 타인에게 입금하거나 현금으로 인출하여 달라고 요구하여 인출받아 갔다면 이는 그 예금계좌로의 입금이라는 조건의 성취를 방해하는 행위로서 불법행위를 구성한다.[3]

- 예금증서는 예금계약서의 구실을 하며 예금증서 대신 담보물건보관증을 교부받은 경우에는 특별한 사정이 없는 한 예금계약의 성립하지 않는다.[4]

### 당사자 결정
예금명의자 본인이 금융기관에 출석하여 예금계약을 체결한 경우나 예금명의자의 위임에 의하여 자금 출연자(出捐者) 등의 제3자(이하 '출연자')가 대리인으로서 예금계약을 체결한 경우 모두 예금명의자를 예금계약의 당사자로 본다. 단, 이를 부정하려면 금융기관과 출연자 등과 사이에 명확한 반대의사의 합치가 있어야 하며 이런 의사의 합치는 예금계약서의 증명력을 번복시키기 충분한 강력한 것이야 한다.

### 공동명의의 예금계약
- 이런 예금계약은 공동명의자 전부를 거래자로 보아 예금계약을 체결할 의도이므로 공동명의자 중 일부만이 금원을 출연하였다 하더라도 출연자 혼자가 예금주가 아니다.[6]
- 공동명의 예금채권자들 각자가 분담하여 출연한 돈을 동업 이외의 특정목적을 위하여 공동명의로 예치해 둠으로써 그 목적이 달성되기 전에는 공동명의 예금채권자가 단독으로 예금을 인출할 수 없도록 방치, 감시하고자 하는 목적으로 공동명의로 예금을 개설한 경우라면, 하나의 예금채권이 분량적으로 분할되어 각 공동명의 예금채권자들에게 공동으로 귀속되고 각 공동명의 예금채권자들이 예금채권에 대하여 갖는 각자의 지분에 대한 관리처분권은 각자에게 귀속된다.[7]
- 은행에 공동명의로 예금을 하고 은행에 대하여 그 권리를 함께 행사하기 위하여 양인이 통장과 도장을 나누어 갖는 경우, 예금계약에 대한 처분행위도 공동으로 해야 한다.[8]

## 같이 보기
- 소비임치